# Twelve (album, Patti Smith)
Twelve je studiové album americké zpěvačky Patti Smith z roku 2007. V základní verzi obsahuje celkem dvanáct skladeb, které původně nahráli jiní interpreti. Nachází se zde tak písně od Jimiho Hendrixe, Boba Dylana či skupiny The Rolling Stones. K albu rovněž vyšlo propagační EP nazvané Two More obsahující písně „Perfect Day“ od Lou Reeda a „Here I Dreamt I Was an Architect“ od The Decemberists.

## Seznam skladeb
| Pořadí | Název                             | Autor                                                    | Původní interpret                     | Délka |
| ------ | --------------------------------- | -------------------------------------------------------- | ------------------------------------- | ----- |
| 1.     | Are You Experienced?              | Jimi Hendrix                                             | The Jimi Hendrix Experience (1967)    | 4:46  |
| 2.     | Everybody Wants to Rule the World | Roland Orzabal, Ian Stanley, Chris Hughes                | Tears for Fears (1985)                | 4:07  |
| 3.     | Helpless                          | Neil Young                                               | Crosby, Stills, Nash and Young (1970) | 4:02  |
| 4.     | Gimme Shelter                     | Mick Jagger, Keith Richards                              | The Rolling Stones (1969)             | 5:00  |
| 5.     | Within You Without You            | George Harrison                                          | The Beatles (1967)                    | 4:51  |
| 6.     | White Rabbit                      | Grace Slick                                              | Jefferson Airplane (1967)             | 3:54  |
| 7.     | Changing of the Guards            | Bob Dylan                                                | Bob Dylan (1978)                      | 5:47  |
| 8.     | The Boy in the Bubble             | Paul Simon, Forere Motloheloa                            | Paul Simon (1986)                     | 4:30  |
| 9.     | Soul Kitchen                      | Jim Morrison, John Densmore, Ray Manzarek, Robby Krieger | The Doors (1967)                      | 3:45  |
| 10.    | Smells Like Teen Spirit           | Kurt Cobain, Dave Grohl, Krist Novoselic                 | Nirvana (1991)                        | 6:31  |
| 11.    | Midnight Rider                    | Gregg Allman, Robert Payne                               | The Allman Brothers Band (1970)       | 4:02  |
| 12.    | Pastime Paradise                  | Stevie Wonder                                            | Stevie Wonder (1976)                  | 5:26  |
| 13.    | Everybody Hurts (bonus)           | Bill Berry, Peter Buck, Mike Mills, Michael Stipe        | R.E.M. (1992)                         | 6:17  |

## Personnel
- Patti Smith – zpěv, klarinet
- Lenny Kaye – kytara
- Jay Dee Daugherty – bicí, perkuse, akordeon
- Tony Shanahan – baskytara, klávesy, zpěv
- Barre Duryea – baskytara
- Duncan Webster – kytara
- Flea – baskytara
- Giovanni Sollima – violoncello
- Jack Petruzelli – kytara
- Jackson Smith – kytara
- Jesse Smith – doprovodné vokály
- John Cohen – banjo
- Luis Resto – klavír
- Mario Resto – bicí
- Paul Nowinski – kontrabas
- Peter Stampfel – housle
- Rich Robinson – dulcimer, kytara
- Sam Shepard – banjo
- Tom Verlaine – kytara
- Walker Shepard – banjo